# Skały (województwo świętokrzyskie)
Skały – wieś w Polsce położona w województwie świętokrzyskim, w powiecie kieleckim, w gminie Nowa Słupia.
Były wsią benedyktynów świętokrzyskich w województwie sandomierskim w ostatniej ćwierci XVI wieku. 
Skrajem wsi przechodzi  niebieski szlak turystyczny z Łysej Góry do Pętkowic.
Obok wsi przepływa rzeka Pokrzywianka.

## Części wsi
| SIMC    | Nazwa            | Rodzaj    |
| ------- | ---------------- | --------- |
| 0255639 | Kolonia Druga    | część wsi |
| 0255645 | Kolonia Pierwsza | część wsi |
| 0255651 | Stara Wieś       | część wsi |

## Historia
W 1578 r. wieś należała do opactwa na Świętym Krzyżu. Znajdowały się tu 2 zagrody z rolą oraz 3 osady na 11/2 łanach. W 1890 r. Skały miały 16 domów i 155 mieszkańców.
W lipcu 1943 r. miała tu miejsce nieudana próba likwidacji agenta gestapo, Chorwata, Franza Witka. Agent schronił się przed partyzantami w piwnicy i bronił rzucając granatami. Na pomoc Witkowi przybyła niemiecka żandarmeria z Rudek. W październiku tego samego roku grupa partyzantów schwytała tutaj i rozstrzelała powiatowego komisarza mleczarni, Przybeckiego, który kolaborował z Niemcami. Przed egzekucją Przybeckiemu odebrano pistolet oraz listę nazwisk 12 osób przeznaczonych do ukarania za niedostawiony kontyngent mleka.

## Przyroda
W okolicach wsi Skały (w dolinie Dobruchny, dopływu Pokrzywianki) znajdują lub znajdowały się odsłonięcia skał dewońskich, które opisano jako formację skalską. Występuje tam bogata fauna kopalna; niektóre z gatunków zwierząt kopalnych nazwano od nazwy wsi, na przykład koralowca Blothrophyllum skalense Gürich, 1896. Z kolei na terenie, gdzie obecnie mieści się kamieniołom, w utworach formacji wojciechowickiej znaleziono ramienionogi nazwane Bornhardtina skalensis Biernat, 1953.